# 동원개발
동원개발은 대한민국의 건설회사이다. 본사는 부산광역시 동구 범일동에 위치하고 있는 부산광역시 소재의 건설 회사이며, 1975년 9월 동원개발로 창립하여 1978년 3월 31일 (주)동원주택으로 법인전환한 뒤, 같은 해 4월 주택건설업을 등록하고 11월에 지금의 상호로 변경하였다.
아파트 브랜드는 동원로얄듀크만 사용하다가, 2010년 중반에 들어서 '동원로얄듀크 비스타'나 '비스타 동원'이라는 브랜드를 주로 사용하고 있다.
동원개발을 동원참치로 유명한 동원그룹 산하의 건설사로 잘못 알고있는 사람이 많은데, 동원개발과 동원그룹은 전혀 관계가 없는 회사이며, 동원그룹 산하의 건설사는 동원건설산업이다.
국토교통부가 발표한 2019년 시공능력평가에서 토목건축공사업 시공능력평가액 1조 1,284억 원으로 37위를 기록했다.

## 같이 보기
- 대한건설협회
- 해외건설협회
- 국토교통부
- 건설워커
- 동원과학기술대학교